# Ломачинцы (Черновицкая область)
Лома́чинцы (укр. Ломачинці) — село в Сокирянской городской общине Днестровского района Черновицкой области Украины.
До 2020 года входило в Сокирянский район.
Население по переписи 2001 года составляло 2217 человек. Телефонный код — 3739. Код КОАТУУ — 7324085501.
К северо-западу от села Ломачинцы, на высоком мысу правого берега Днестра расположено городище. При обследовании выявлен древнерусский культурный слой XII—XIII веков. Обнаружены остатки наземных жилищ. Вероятно, город был уничтожен во время монголо-татарского нашествия.